# Interdoc (antikommunistisk organisation)
 For alternative betydninger, se Interdoc. (Se også artikler, som begynder med Interdoc)
Interdoc (antikommunistisk organisation) blev etableret i 1963 i Haag, Holland af efterretningstjenesterne i Frankrig, Holland, Tyskland og Storbritannien med periferisk tilknytning til amerikanske CIA og danske PET.
Formålet med organisationen var at føre psykologisk krigsførelse og tilrettelægge oplysningskampagner rettet mod kommunismen samt indsamle oplysninger om kommunisterne i Europa.
Organisationen samarbejdede, på uafhængig basis, med den danske organisation Frihed og Folkestyre, som var oprettet af tidligere frihedskæmper og efterretnings-mand Arne Sejr.

## Ekstern henvisning og kilde
- Western Anti-Communism and the Interdoc Network - Cold War Internationale af Giles Scott Smith